# Kovacevți, Pernik
Kovacevți (în bulgară Ковачевци) este un sat în comuna Kovacevți, regiunea Pernik,  Bulgaria. 

## Demografie
Componența etnică a satului Kovacevți
     Bulgari (95,74%)
     Nicio identificare (4,25%)
     Altele (0%)
La recensământul din 2011, populația satului Kovacevți era de 235 locuitori. Din punct de vedere etnic, majoritatea locuitorilor (95,74%) erau bulgari. Pentru 4,25% din locuitori nu este cunoscută apartenența etnică.